# Ère Ōwa
L'ère Ōwa (応和) est une des ères du Japon (年号, nengō, lit. « nom de l'année ») après l'ère Tentoku et avant l'ère Kōhō. Cette ère couvre la période allant du mois de février 961 jusqu'au mois de juillet 964. L'empereur régnant est Murakami-tennō (村上天皇).

## Changement d'ère
- 20 janvier 961 Ōwa gannen (応和元年?) : Le nom de la nouvelle ère est créé pour marquer un événement ou une série d'événements. L'ère précédente se termine là où commence la nouvelle, en Tentoku 5, le 16e jour du 2e mois[3].

## Événements de l'ère Ōwa
- 961 (Ōwa 1, 11e mois) : L'empereur Murakami emménage dans le palais nouvellement construit qui a dû être rebâti après l'incendie ravageur de Tentoku 5 (960)[4].
- 962 (Ōwa 2, 2e mois) : L'empereur envoie des délégués faire des offrandes à un certain nombre de sanctuaires Shinto, Ise-jingū, Kamo-jinja, Matsunoo-taisha, Hirano-jinja et Kasuga-taisha[4].
- 962 (Ōwa 2, 8e mois) : Fujiwara no Saneyori va offrir des prières au sanctuaire Iwashimizu Hachiman-gū et beaucoup du clan Fujiwara suivent son exemple[4].

| Ōwa       | 1re | 2e  | 3e  | 4e  |
| Grégorien | 961 | 962 | 963 | 964 |